# Carlos Riquelme
Carlos Adolfo Riquelme Miranda (ur. 10 września 1928) – piłkarz paragwajski, bramkarz.
Urodzony w San Antonio Riquelme jako piłkarz klubu Club Nacional wziął udział w turnieju Copa América 1953, gdzie Paragwaj zdobył tytuł mistrza Ameryki Południowej. Riquelme bronił bramki Paragwaju w sześciu meczach – z Chile, Ekwadorem, Peru (zastąpił go Rubén Noceda), Boliwią, Brazylią i w decydującym o mistrzostwie barażu z Brazylią.
Po zwycięskich mistrzostwach kontynentalnych Riquelme przeniósł się za Atlantyk, gdzie w latach 1953-1955 grał w hiszpańskim klubie Atlético Madryt.